# Česká soda
Česká soda byl satirický dvouměsíčník, který pro Českou televizi v letech 1993–1997 vyráběla společnost Febio. Celkem vzniklo 14 původních dílů o stopáži 10 až 20 minut, dva silvestrovské sestřihy a jeden střihový celovečerní film, který se v kinech promítal v roce 1998.
S námětem přišel Fero Fenič a dramaturgem pořadu byl Milan Tesař. Scénáře jednotlivých dílů byly týmovou prací autorů blízkých satirickému magazínu Sorry. Režiséři se za dobu existence pořadu střídali.
Pořad byl koncipován jako pásmo příspěvků televizního zpravodajství prokládaných parodiemi na reklamní šoty. Od druhého dílu byl jeho součástí také „kurz německého jazyka“ Alles Gute Milana Šteindlera a Davida Vávry. Kromě Šteindlera a Vávry se díky České sodě do povědomí veřejnosti zapsal také Petr Čtvrtníček, který od šestého dílu pořadem provázel.
Některé skeče byly považovány za kontroverzní. [zdroj?] Pořad měl vysokou sledovanost a mnoho jeho scén zlidovělo. [zdroj?] Jak ukazuje anketa publikovaná u příležitosti plánovaného spuštění Febio TV v roce 2006, Česká soda do dneška zůstává nejoblíbenějším pořadem Febia.
Na projektu pracovalo mnoho autorů i režisérů, což znamenalo názorové třenice, největší mezi Feničem a Čtvrtníčkem. [zdroj?] Po problémech s Radou pro rozhlasové a televizní vysílání, stížnostmi od politiků, odchodem sponzorů a změnou vysílacích časů na pozdní hodiny Česká soda po 16 dílech skončila.
V roce 1998 vznikl ovšem pořad nový, nazvaný Čtvrtníček, Šteindler a Vávra (název byl pokaždé jiný, ale podobný). Ten na obrazovkách vydržel jako občasník až do roku 2000. Vzniklo 9 dílů, na kterých už nespolupracovalo Febio ani Fenič, ale svým stylem na Českou sodu navazuje.
Na konci roku 2008 vyšlo všech 16 dílů České sody na třech DVD, které se prodávaly v novinových stáncích. Celkový náklad činil 450 000 kusů.
V roce 2009 se na popularitu pořadu pokusila navázat internetová televize Stream.cz s pořadem Alles Gute. Vzniklo 12 dílů, které vyšly také na DVD. V roce 2014 přibyl díl třináctý.
Epizoda s názvem Čtvrtníček, Šteindler a Vávra uvádějí z 25. září 1998 nebyla po premiérovém odvysílání nikdy reprízována z důvodu erotického obsahu, jenž se týkal Petry Černocké a Ladislava Štaidla ve střihovém pořadu Zpěváci na kraji nemocnice. Celkový střih byl parodován v pořadu Úsměvy Petry Černocké. Za nevhodnou scénku dokonce Černocká televizi žalovala a vysoudila 50 000 Kč.

## Seznam dílů

### Česká soda (1993–1997)
Číslování podle oficiálních stránek Febia a vydání na DVD.
| Řada | Název                        | Premiéra           | Uvádí                               | Režie | Délka   | Obsahuje |
| ---- | ---------------------------- | ------------------ | ----------------------------------- | --- | ------- | --- |
| 1.   | Česká soda I                 | 4. června 1993     | Viktorie Kafková a Vlastimil Zavřel | Petr Čtvrtníček, Fero Fenič, Igor Chaun, Václav Křístek                                                      | 10 min. | Projev prezidenta republiky; Dopisy Volze; Bratislavské metro; Návštěva nejmenovaného slovenského premiéra; Zcela nový, naprosto nový MečJar; Premiér Kraus; Cicciolina zvažuje vstup do ODS; Svaz žen požaduje prodloužení klínu; Magda - jak se vám líbí?; Chlapci z koalice; Krátce ze sportu; Výrobci šunky žalují prasata |
| 1.   | Česká soda II                | 5. června 1993     | Viktorie Kafková a Vlastimil Zavřel | Petr Čtvrtníček, Igor Chaun, Václav Křístek, Milan Šteindler                                                 | 15 min. | Vymydlí dočista do čista; ...a koza zůstala celá; Dražba kravat V. Klause; Převor Pytel; Ať žije pan Uhde; Pepíček; Na českém pohřbu 4; Jak se obléká dnešní komunista; Rádio Kiss 98 FM; Lom je náš; Demokrati výsledek respektují; Alles Gute: Erna se nám trochu nachladila |
| 1.   | Česká soda III               | 3. července 1993   | Viktorie Kafková a Vlastimil Zavřel | Petr Čtvrtníček, Igor Chaun, Václav Křístek, Milan Šteindler                                                 | 15 min. | Tak se nám ti mladí berou; Pevná hranice; Sedemdesiat sukien mala; Protože je špína zažraná!; Lom je Rom; Dětská problematika; Vrhnu se na dráhu...; Robert Chvost; Čeho se bojíte?; Evropské studio Servil; Pozdní příchod poslance; S mikrofonem za kopanou; Právní zástupce tohoto pořadu; Alles Gute: Sag deine Adresse! |
| 1.   | Česká soda IV                | 31. července 1993  | Viktorie Kafková a Vlastimil Zavřel | Petr Čtvrtníček, Igor Chaun, Václav Křístek, Milan Šteindler                                                 | 14 min. | Nejvíce prý zapáchal jičínský; Rokovanie NRSR; Pan Vondra s přáteli dopil; Teď souložím s Vapem; Ten lux za to nemůže; Jak dlouho se pan premiér zdrží?; Oko generála Sedláka; Plyn; Prezident vs. Liga za ochranu ptáků; Umělec Kočárník, Robertek Záruba; Anabolické steroidy; Maratonský běh s Oldou; Alles Gute: Die Besichtigung |
| 1.   | Česká soda V                 | 28. srpna 1993     | Viktorie Kafková a Petr Vacek       | Ján Sebechlebský, Milan Šteindler, Petr Čtvrtníček                                                           | 15 min. | Nová dominanta Prahy; Nový Favorit; Czech made; Rekonstrukce jednoho ze zločinů 50. let; Podnětný rozhovor s 3. náměstkem guvernéra ČNB; Helena opět nakupovala; Vekorysá budova panevropské banky; Nový ředitel Pentagonu; Tráva; Aféra kožený Wališ; A nyní trochu hudby; Děkovný dopis Vasiľa Biľaka; Okamžiky z atletiky; Setkání Madonny s Kalvodou; Alles Gute: Strýc Karel nemůže usnout |
| 1.   | Česká soda VI - Silvestr 93  | 31. prosince 1993  | Petr Čtvrtníček                     | Jan Hřebejk, Milan Šteindler, Igor Chaun, Václav Křístek, Tereza Kopáčová, Ján Sebechlebský, Petr Čtvrtníček | 29 min. | Nejvíce prý zapáchal jičínský; Ransdorf; Z domova; Magda - jak se vám líbí?; Premiér Kraus; Dr. Sládek má AIDS; Glass Echt; Lékař šmátrá, radí, informuje; Zcela nový, naprosto nový MečJar; 30 mil. Rumlů; Cicciolina zvažuje vstup do ODS; Převor Pytel; Oko generála Sedláka; Mytí dveří; Alles Gute: Sag deine Adresse!; Rekonstrukce jednoho ze zločinů 50. let; Zpověď hrůzného hříšníka; Nedělní vrána; Havlová - faux pas; Karel opakovaně kryl; DeGen Aleš; Ortman žaluje; Jak dlouho se pan premiér zdrží?; Převor Pytel; Protože je špína zažraná!; Hamburger SV; Trénink morálně-volních vlastností; Maratonský běh s Oldou; Pan Vondra s přáteli dopil; Je to peklo; Skupinka excelentních Romů; Klub aktivního stáří; Viděl jste někdy duši?; Převor Pytel; Helena opět nakupovala; Alles Gute: Die Entschuldigung; Předtočený záznam projevu prezidenta republiky; Omluva dr. Sládkovi |
| 2.   | Česká soda VII               | 4. února 1994      | Petr Čtvrtníček                     | Jan Hřebejk, Milan Šteindler                                                                                 | 16 min. | Poláci by raději jedli; Jugoslávská optika; Investiční fondy Sudety a Německo; Věci blízké mému srdci; Pindík na E55; Meditační hudba pro sadomasochisty; Past na lidi; Eufrat a Tigrid; Pěší zóna; Státní návštěva pana V.K.; K. Čáslavský vzat do vazby; Zemětřesení na kalifornském pobřeží; Svět podle Klepla: Případ Michael Jackson; Vložky; Kvok; Somr šlápl na Kemra; Slovník českých výtvarných umělců; Let prvního tělesně postiženého kosmonauta do vesmíru; Alles Gute: E fünfundfünfzig |
| 2.   | Česká soda VIII              | 14. března 1994    | Petr Čtvrtníček                     | Fero Fenič, Jan Hřebejk, Milan Šteindler, Petr Zelenka / Milan Šteindler, Petr Čtvrtníček, Igor Chaun        | 20 min. | Tak ať je to ta nejlepší soda v Čechách!; Ivan Lendl; Mužná objetí a slzy dojetí; Nekompromisní Audi; Transplantována Kindervejce; Skandál v bankovnictví; Pan Štěpán si nechal vyložit osud; Ve vinárně; Malý Čech; Prasata a hovada; Recept na polévku; Mareček je nejlepší kuchař; O mrtvých jen dobře; Svět podle Klepla: Případ Vladimir Žirinovskij; Jedno z mála míst, kde nemáme svoji pobočku; V@x po papuli; Socha Ludvíka Svobody; Poučení z krysového vývoje; Tetovací studio; Historie sexuálních pomůcek pro ženy; R. Šimůnkovi se nedařilo; Alles Gute: Der Eintopf |
| 2.   | Česká soda IX                | 10. srpna 1994     | Petr Čtvrtníček                     | Petr Čtvrtníček, Milan Šteindler / Petr Čtvrtníček, Milan Šteindler, Igor Chaun                              | 19 min. | Připadá mi to celé jako nějaké absurdní drama; Vyloupení spermabanky; Špindlerův seznam; Árijec; Hanobení rasy; Chilská soda; Vyprostí se malý Aleš dřív, než lano přehoří?; Trefa do Černého; Švýcarští novináři; Policisté dávali bezdomovcům deku; Karel Štědrý; A chcete mě?; Ulice dlážděné kočičími hlavami; Transplantace husí kůže; Hlavně na chleba ho mažem; Tanky nad Bosnou; Tomáš Ježek vs. Mažňák; Přenosová práva z kulečníku; V době, kdy jsem měla o 10 kilo víc; Tomáš si myje jen půl hlavy; Čísla, která změní váš život; Odvolán Gondolán; Alles Gute: Jak odškodnit a zároveň uspořit; Jděte už do prdele, kurva! |
| 2.   | Česká soda X                 | 18. července 1994  | Petr Čtvrtníček                     | Petr Čtvrtníček, Milan Šteindler                                                                             | 15 min. | Opalovací krém Jan Hus; Strašnické krematorium hlásí další odstávku; Zkušenej kamuflážník; Odškodnění; Němá bába; Pekaři požadují právo veka; Mirka - nejjemnější pokušení; Holotropní píchání; Krutá kamera: Pepíček; Nevíte? Tak to sorry; Jiřinin pekáč; Jauways; Kulatý stůl; Bylo nás pět; Stejně byly ňáký nachcípaný; Zkusili jste někdy něco takového?; Písnice open; Alles Gute: Český a německý jazyk mají mnoho společného |
| 2.   | Česká soda XI                | 1. listopadu 1994  | Petr Čtvrtníček                     | Petr Čtvrtníček, Milan Šteindler                                                                             | 19 min. | Nejtepleji bylo v Oslu; Lidový léčitel Mirko Mirko; Ale babi, proč toho tolik kupuješ?; Zkušenosti a postřehy Ladislava Štaidla; Ty komunistická svině!; Pacienti narození ve znamení raka; Krutá kamera: Dědeček; Dobrý večer, tady Sova; Buzny; Vodní živel vyznavačům ohně dokonale vypálil rybník; Pojď stoupat jak dým; Přízraky Daniela Landy; Předvolební hymnus hnutí Együttélés; Alles Gute: Alle Rentner der Welt müssen Freunde bleiben |
| 2.   | Česká soda XII - Silvestr 94 | 31. prosince 1994  | Petr Čtvrtníček                     | Petr Čtvrtníček, Milan Šteindler, Igor Chaun                                                                 | 29 min. | Sestřih toho nejlepšího za poslední rok. Aféra Vízner; Bílá a Kryl; Nemůžete lépe bydlet; Zkušenej kamuflážník; Zatýkání Miroslava Sládka; Jauways; Kulatý stůl; Bylo nás pět; Tomáš si myje jen půl hlavy; Tabu; Ivo Železný; Trefa do Černého; Mirka - nejjemnější pokušení; Alles Gute: Der Eintopf; Jděte už do prdele, kurva!; Buzny; Švýcarští novináři; Árijec; Vyloupení spermabanky; Škoda Henlein; Tomáš Ježek vs. Mažňák; Veselý drát; Mazda oslní; Pojď stoupat jak dým; Písnice open; Zárubovi; Zkusili jste někdy něco takového?; Alles Gute: Jak se musí Karl a Egon postarat se o svoji bezpečnost; Mates |
| 3.   | Česká soda XIII              | 8. července 1995   | Petr Čtvrtníček                     | Petr Čtvrtníček, Milan Šteindler                                                                             | 17 min. | Tento pořad vám přinesl Aleš; K. Sidon podniká křížové tažení proti nepořádkům v židovské obci; Už ti nestačí tvůj byt?; Přímý přenos z místa hrůzného činu; MenPos; Český svaz invalidních umělců; Mám rád vlaky, co někam jedou; Netopýr? To je takový malý ptáček; Jsme svědky dramatu jednoho mladého života; Rozhovor s panem Hansem Van Den Rijnem; Voní nádherně svěže; Alles Gute: Schöne Haube |
| 3.   | Česká soda XIV               | 18. listopadu 1995 | Petr Čtvrtníček                     | Petr Čtvrtníček, Milan Šteindler                                                                             | 16 min. | Michal to sleduje z úkrytu; Marta Chadimová propuštěna na gauči; Konečné řešení ženské otázky; Kuřátka; Modré přilby mají situaci v bosně plně pod kontrolou; Prevíti mizerný!; Anticharta 77; Kuřátka; Risk; Tajemství pleti herečky Lucie Zedníčkové; To se nedělá, Ivane; Kuřátka; Zpráva pro sázející; Das Kulturprogramm |
| 3.   | Česká soda XV                | 6. července 1996   | Petr Čtvrtníček                     | Petr Čtvrtníček, Milan Šteindler                                                                             | 14 min. | Zajímaví hosté z Moravy; Aral; Samá voda; Je to pravda; Přihořívá, hoří; Parta hlubočanských profesionálů; Tohle není Jim Beam; Výlet do Pece pod Sněžkou; Je to jasné, nebo se tu mám i vykakat?; Vítám vás u naší soutěže; Alles Gute: Erna hat dreizehnten Geburtstag |
| 3.   | Česká soda XVI               | 6. srpna 1997      | Petr Čtvrtníček                     | Petr Čtvrtníček, Milan Šteindler                                                                             | 17 min. | Lehký mobilní holubník; Skandální materiály z rezidence prezidenta republiky; Ivo Mathé pozastavil uvedení muzikálu Vlasy; Už žádný drahý opravář; Pan Bašta prdí; Semišové kotníčkové boty; Účastník zahradní olympiády Béda Trávníček; Nejstarší registrovaný lihovar Jack Daniels; Eman; Francouzský prezident Bill Clinton; Comeback Mirka Černého; V Bitýšce začali zkoušet polskou krev; Alles Gute: Kurvensöhnchen (Kurvínek); Posaďte se, je to prima |

### Čtvrtníček, Šteindler a Vávra (1998–2000)
První epizoda nebyla nikdy po premiérovém odvysílání reprízována.
| Název                                                           | Premiéra          | Uvádí                          | Režie                            | Délka    | Obsahuje |
| --------------------------------------------------------------- | ----------------- | ------------------------------ | -------------------------------- | -------- | --- |
| Čtvrtníček, Šteindler a Vávra uvádějí                           | 25. září 1998     | Petr Čtvrtníček                | Petr Čtvrtníček                  | 19 min.  | Lež, nenávist a vlastizrada V. Železného; Karol Sidon v kritickém stavu; Dášenka a Václavka; Pokoj s hajzlem; Ten vrchní je takovej divnej; Živím se svým kotlem; Všechny tyto děti byly pěkný smradi; Strašidlo kanibalismu obchází katolickou církev; Holila ses před třemi lety?; Maraton čtení z Ferlinghettiho textů; Pojďme se podívat na ovce; Úsměvy Petry Černocké; Václav Klaus má vilu ve Švýcarsku; Dokáže tohle váš kečup?; Hele, nemáš ňákej bombón?; Počasíčko se Zákopčaníkem; Vy Sudeťáci nejste žádní veteráni!; Alles Gute: Unerwartene Komplikation; S hezkou písničkou tvůrčí skupina Karla Boďáka                                 |
| Čtvrtníček, Šteindler a Vávra heute                             | 31. prosince 1998 | Petr Čtvrtníček                | Petr Čtvrtníček, Milan Šteindler | 19. min. | Přírodní funerální voda; Zeman a Kavan jsou ve( )při; Vladimír Špidla si to vůbec nedává do toho ucha; Kalendárium: Jan Šubert; Košer muzikál Ajajajajaj; SR provedla v Maďarsku pokusný atomový výbuch; Už je to dobré, už je tu Vladimír Špidla; Spolupráce s novináři; Když už jí říkáte nějakou tu malou lež...; Tradičtí setkání se zástupci pražských otužilců; Mattoni už není; Jak se žilo ve Švýcarsku; Baťa; Jakýsi Havel (bohatší než Baťa); Zpívánky s V. Bendou; Easy Killer; Počasíčko s Míkovou; I muži mají své dny; Železný stárne; ...a buďte prosím tolerantní; Alles Gute: Die schreckliche Schande                                 |
| Čtvrtníček, Šteindler a Vávra na Hrad                           | 16. dubna 1999    | Petr Čtvrtníček                | Petr Čtvrtníček, Milan Šteindler | 18 min.  | Leoš Zeman pohřešován; Já sem taková kráva...; Duben - měsíc bezpečnosti v silničním provozu; V pravé poledne s Grebeníčkem a Dostálem; Tvor - tajemství dobré chuti; Páteční žluté béčko; Poslední rozloučení s J. Foglarem; Ty kurvy mi zas vyply telefon, buzeranti; Návrat idiota; Cukrárna při porodnici v Podolí; Ahoj, já jsem Terry, nemáš ještě jednu?; Krátce ze sportu; Alles Gute: Tixi by kupovali Napalmex; Krátce ze zahraničí |
| Čtvrtníček, Šteindler, Vávra a Laufer uvádějí                   | 25. června 1999   | Petr Čtvrtníček                | Petr Čtvrtníček, Milan Šteindler | 19 min.  | Z Hongkongu; Za chvíli jsme s vámi; Václav Klaus má blechy; Ferrero Košer; Chce se mně?; To je můj brácha; Katovna; Kdo má hlavu, spoří s Liškou; SOS Kosovo (Bobina Ulrichová: V srdci lásku mám); Byl jsi skvělej, píčo; Osada havranů; Alles Gute: Die neue praktische Katze, miau; Osada havranů 2 |
| Kudláček, Spielberg a Jan Vávra uvádějí                         | 15. října 1999    | Petr Čtvrtníček                | Petr Čtvrtníček, Milan Šteindler | 19 min.  | Uhl v Matiční; Jeďte do prdele; Klausovy seznamy homosexuálů (jsou ještě teplé); Odešel; Uwe Filter; Buben, na který se Calgon nepoužíval; Tak ať je na co koukat, Honzo; Mělo se to vysílat?; Železný zatčen za Riskuj na Kolotoči; Je nás tu 6 a všechny jsme nuly; Pravý ležák nespěchá; Mělo se to vysílat?; Život je skvělý; Čelisti; Práce herce s režisérem; Alles Gute: Ficken sie Deutsch? |
| Čtvrtníček, Šteindler a Vávra podvádějí                         | 10. prosince 1999 | Petr Čtvrtníček                | Petr Čtvrtníček, Milan Šteindler | 19 min.  | Sledováním tohoto pořadu přispějete na ostrovy Viktora Koženého; Chaun a Mejstřík ožebračili handicapované občany; A teď fšichni kto mate naši sporžitelni fkladni knišku...; Pan Evropa Lánský v závodním výboru vozíčkářů; Štěpán je tuctový pouliční ratlík; Pešek... zkus ho; Dobrý večer, tady Sova; Zeman: image je na nic; Ozonová díra Ilony Csákové; Fanta - Česká republika; O čem sní Karel Gott; Go Ježíšku Go; Komu myslíte, že tento muž volá nejčastěji?; Alles Gute: Grosse Scheisse; Pravda o katastrofě egyptského letounu. |
| Zwei Kessel Buntes                                              | 31. prosince 1999 | Petr Čtvrtníček                | Petr Čtvrtníček, Milan Šteindler | 32 min.  | Záběry ze sklepa prognostického ústavu ČSAD; Jmenuje se Vlasta, našli jsme se na internetu; Všechny tyto děti byly pěkný smradi; Vladimír Špidla si to vůbec nedává do toho ucha; Tvor - tajemství dobré chuti; Tak ať je na co koukat, Honzo; Lež, nenávist a vlastizrada V. Železného; Já sem taková kráva...; I muži mají své dny; Duben - měsíc bezpečnosti v silničním provozu; V pravé poledne s Grebeníčkem a Dostálem; Pravý ležák nespěchá; Spolupráce s novináři; Tixi by kupovali Napalmex; Mattoni už není; Návrat idiota; Zpívánky s V. Bendou; Život je skvělý; Osada havranů; Alles Gute: Hezký příklad Šlesvicko-Holštýnské improvizace |
| Čtvrtníček, Šteindler a Vávra                                   | 17. března 2000   | Petr Čtvrtníček                | Petr Čtvrtníček, Milan Šteindler | 18 min.  | Hrozící stávka slepců; Jošua Černý; Špatně dýchající děti; Plyn už syčí z trouby ven; Lucie Bílá úplně nahá; Věra Bílá úplně nahá; Kdy jste se naposledy cítili, že vám rozumí?; Chmelíček; Klasika, která pohladí; Bohouš Klepetko; Už jsi ve vaně?; Alles Gute: Jódl šou |
| Čtvrtníček, Šteindler a Vávra uvádějí svůj nekřesťanský magazín | 31. prosince 2000 | Petr Čtvrtníček a Luděk Sobota | Petr Čtvrtníček, Milan Šteindler | 23 min.  | Naši moderátoři si zkrátka umějí počkat; Honza Rusák; Budeme si tykat; Václav Klaus navostro; Vidíme byznys za vším; Zeman poslal své dementy do ústavu; Akční hrdina; Aby nás to kolo nějak nesemlelo; Nevyjasněná narození; Hapka & Horáček; Lidé na Rokycansku honí ptáka... zraněného čápa; Když máme chuť, jdeme na pivo; Je na čase zatelefonovat Iljovi Hurníkovi; Alles Gute: Der Koffer |

### Alles Gute (2009, 2014)
Řazeno podle data premiéry.
| Č. ep. na Stream.cz | Č. ep. na DVD | Název                             | Premiéra        |
| ------------------- | ------------- | --------------------------------- | --------------- |
| 1                   | 1             | Evropě to vosolíme!               | 22. února 2009  |
| 7                   | 2             | Protektor                         | 22. března 2009 |
| 3                   | 10            | Santa vs. Ježíšek                 | 8. března 2009  |
| 8                   | 4             | Liebe am Internet                 | 5. dubna 2009   |
| 4                   | 5             | Otázky Václava Hlodavce           | 19. dubna 2009  |
| 9                   | 11            | Jak se Češi baví                  | 3. května 2009  |
| 2                   | 6             | Nebe                              | 17. května 2009 |
| 11                  | 7             | Kluci jsou v akci                 | 31. května 2009 |
| 5                   | 8             | Jste to, co sníte                 | 14. června 2009 |
| 6                   | 9             | První noc v holobytě              | 28. června 2009 |
| 12                  | 3             | Doktor Pengele a Červená Karkulka | 2. září 2009    |
| 10                  | 12            | Gipsy.cz útočí / Dežo ví          | 20. září 2009   |
| 13                  | –             | Postižený spoluobčan              | 15. září 2014   |